# Zwochau
Zwochau este o comună din landul Saxonia, Germania.